# Philodromus buxi
Philodromus buxi es una especie de araña cangrejo del género Philodromus, familia Philodromidae. Fue descrita científicamente por Simon en 1884.

## Distribución
Si bien se considera que esta especie se encuentra en Rusia (Europa al Lejano Oriente), Kazajistán e Irán, la mayor parte de los registros se encuentran en España, Francia, Bélgica y Países Bajos.